# آلا زاهائیکیویچ
آلا زاهائیکیویچ (اوکراینی: Алла Загайкевич؛ زادهٔ ۱۷ دسامبر ۱۹۶۶) آهنگساز، و مربی موسیقی اهل اتحاد جماهیر شوروی سوسیالیستی است.

## زندگی‌نامه
او در خملنیتسکی، اوکراین متولد شد و از کنسرواتوار ایالت کیف (آکادمی ملی موسیقی اوکراین اکنون)، در آهنگسازی و ارکستراسیون فارغ‌التحصیل شد. وی در سالهای ۱۹۹۳–۱۹۹۴ تحصیلات تکمیلی خود را در تئوری موسیقی انجام داد. در سالهای ۱۹۹۵–۱۹۹۶ دوره سالانه آهنگسازی و انفورماتیک موسیقی را در IRCAM (پاریس، فرانسه) گذراند. وی از سال ۱۹۸۶ تا ۱۹۹۹ عضو گروه فولکلور "Drevo" آکادمی موسیقی ملی اوکراین بود و در بسیاری از سفرهای عامیانه، کنفرانس‌ها، جشنواره‌ها شرکت کرد.